# Eupithecia aysenae
Eupithecia aysenae es una especie de polilla de la familia Geometridae. La especie fue descrita por primera vez por Frederick Hastings Rindge habiendo sido descrita en 1987, con distribución en Chile. El holotipo de la especie fue descrita en los Andes altos a nivel del Lago Frío, Coyhaique, Provincia de Aysén.

## Descripción
La longitud de las alas anteriores es de unos 9,5 milímetros (0,4 plg) en las hembras. Las alas anteriores son de color marrón grisáceo pálido, con líneas cruzadas delgadas e irregulares en la mayor parte del ala. Las alas traseras son ligeramente más grises que las anteriores, con algunas escamas de color gris pálido a lo largo del margen interno y volviéndose un poco más oscuras en la parte distal. Se han registrado adultos volando en enero.